# 2024年10月以色列空襲伊朗
當地時間2024年10月26日，以色列發動代號「懺悔日行動」的三波空襲，打擊伊朗、伊拉克和敘利亞20處目標。這次空襲是自1980年代兩伊戰爭以來，伊朗首次遭受來自外國的持續攻擊。以色列表示，此次行動目的是報復2024年10月伊朗空襲以色列。
以色列在行動前幾小時通知伊朗將攻擊的目標，並警告伊朗不得報復。根據以色列軍方的說法，襲擊針對伊朗軍事設施，包括防空系統、無人機工廠及導彈生產設施，所有以色列戰機均安全返航。此次行動動用超過100架戰機，包括F-35閃電II戰鬥機，飛行距離達2,000（1,200英里），並使用重型彈藥，部分戰機穿越伊朗領空。此前對敘利亞的襲擊據報導針對雷達防禦系統。伊斯兰革命卫队下属的一家通讯社表示，德黑兰西部和西南部的军事设施以及伊拉姆省和胡齊斯坦省的軍事基地遭到空袭，4名伊朗軍隊士兵陣亡。一名以色列官員表示，針對伊朗防空和彈道導彈設施的打擊使以色列能在伊朗領空內更加自如地行動。
以色列國防軍表示，這次精準打擊行動是為回應「數月以來伊朗及其代理人的持續續擊」，並針對10月1日伊朗導彈空襲以色列而作出的報復。美國官員確認美方已提前獲悉但並未參與行動。襲擊之後，伊朗對其受損設施實行軍事審查。
美方評估指出，此次襲擊重創伊朗的導彈生產能力，預計伊朗至少需一年才能重建被毀部件以恢復生產。美國與以色列官員表示，伊朗境內除了多座無人機生產設施、彈藥庫等軍事基礎建設外，僅有的四套S-300导弹系統也全數遭到摧毀，為以色列未來可能的行動鋪平道路。

## 背景

### 早前衝突
伊朗與以色列多年來一直處於秘密衝突中。伊朗通過「抵抗軸心」這一網絡支持多個武裝團體來針對以色列，而以色列則據稱暗殺伊朗的高級官員與核科學家，並對伊朗進行網絡攻擊。以色列視伊朗為主要威脅，原因是伊朗領導層公開宣稱要摧毀以色列，並支持激進組織以及該國的核計劃。自2023年10月7日哈馬斯對以色列發動襲擊以來，兩國間的緊張局勢進一步加劇。事件發生後，「抵抗軸心」內部派系，特別是黎巴嫩真主黨和也門胡塞運動，對以色列及紅海紅海進行襲擊，觸發真主黨與以色列的衝突和紅海危機。伊朗投入大量資源來提升這些團體的軍事能力並促進協同合作，目標是在與以色列的全面衝突中，通過統一的「軸心」行動來摧毀以色列。
2024年4月1日，以色列轟炸敘利亞大馬士革的伊朗大使館區一棟領事建築，襲擊造成16人死亡，其中包括多名伊朗軍官與代理人。此襲擊中聖城軍指揮官穆罕默德·禮薩·扎赫迪被擊斃。據稱，當時該建築內的伊朗官員正在會見巴勒斯坦武裝領導人。作為回應，伊朗及其代理人於4月13日對以色列發動空襲，針對以色列的軍事基地。4月19日，以色列進一步報復，空襲伊朗伊斯法罕的一處防空設施。這些襲擊雖然規模有限，但有效緩解緊張局勢。
7月31日，哈馬斯政治領袖伊斯梅爾·哈尼亞在伊朗首都德黑蘭疑似遭以色列的暗殺身亡。伊朗誓言將進行報復。
9月17日，以色列採取一項新的戰略目標，旨在將被真主黨驅逐的以色列北部平民送回家園。當天及次日，在黎巴嫩和敘利亞境，包括傳呼機和對講機等數千部通信設備內同時發生爆炸，以色列此舉意在針對真主黨成員。襲擊共造成42人死亡。作為回應，真主黨於9月22日對包括拿撒勒的以色列北部城市和城鎮發動火箭襲擊。9月23日，以色列在貝魯特南部的達希耶擊斃真主黨的兩名高層指揮官——易卜拉欣·阿吉爾和艾哈邁德·韋比。9月23日，以色列開始對黎巴嫩南部展開一系列襲擊。
9月27日，以色列在達希耶的空襲中擊斃真主黨總書記哈桑·納斯魯拉。此次襲擊還造成真主黨南方戰線指揮官阿里·加拉奇及伊斯蘭革命衛隊副指揮官、駐黎巴嫩聖城部隊指揮官阿巴斯·尼爾福魯尚喪生。
作為對哈尼亞、尼爾福魯尚及納斯魯拉被殺的回應，伊朗對以色列發動襲擊，損毀數處軍事基地，此次襲擊是2024年伊朗—以色列衝突中規模最大的行動。以色列表示成功攔截大部分導彈，空軍能力未受影響。美國海軍及約旦也報告攔截來襲導彈。此次襲擊共造成兩人死亡，其中一名巴勒斯坦男子被導彈碎片直接砸中身亡，另一名以色列男子心臟病發身亡。以色列總理本雅明·內塔尼亞胡稱此行動為「重大錯誤」，並發誓伊朗「將付出代價」。
根據匿名美國官員表示，以色列已向拜登政府保證，將避免攻擊伊朗的核及石油設施，重點針對軍事設施。隨著2024年美國總統選舉臨近，美國官員擔憂被捲入更廣泛的中東衝突。美國總統祖·拜登要求內塔尼亞胡策劃一項能「遏制對以色列的進一步攻擊並減少進一步升級風險」的報復行動。

### 報復計劃洩露事件
2024年10月18日，Telegram頻道發佈兩份美國國家安全局和美國國家地理空間情報局洩露的機密文件。這些文件涉及以色列針對2024年10月伊朗空襲以色列後所擬定的報復計劃，文件披露美方記錄的具體細節，包括以色列軍事準備措施，例如空軍演習、軍事無人機部署及先進彈藥的轉移。美國情報機構也透過衛星成像來監控以色列空軍。文件中一份內容甚至暗示以色列與美國一直拒絕公開承認的事項：以色列擁有核武器。此外，洩密內容顯示，美國對伊朗的情報監控在為以色列計劃的軍事行動提供情報支援方面扮演了關鍵角色。

## 空襲

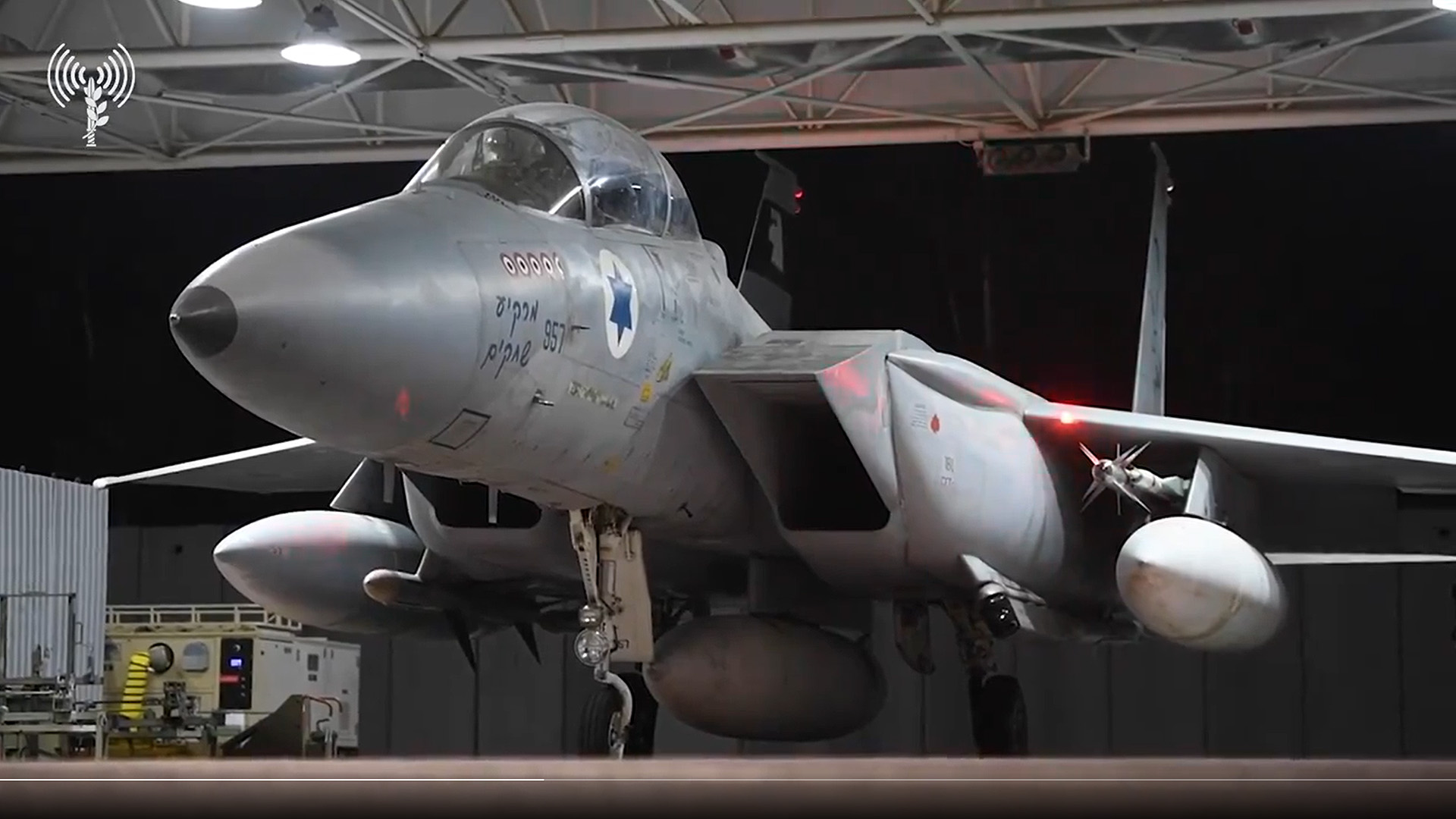
空襲前特拉諾夫空軍基地的F-15D鷹式戰鬥機#957

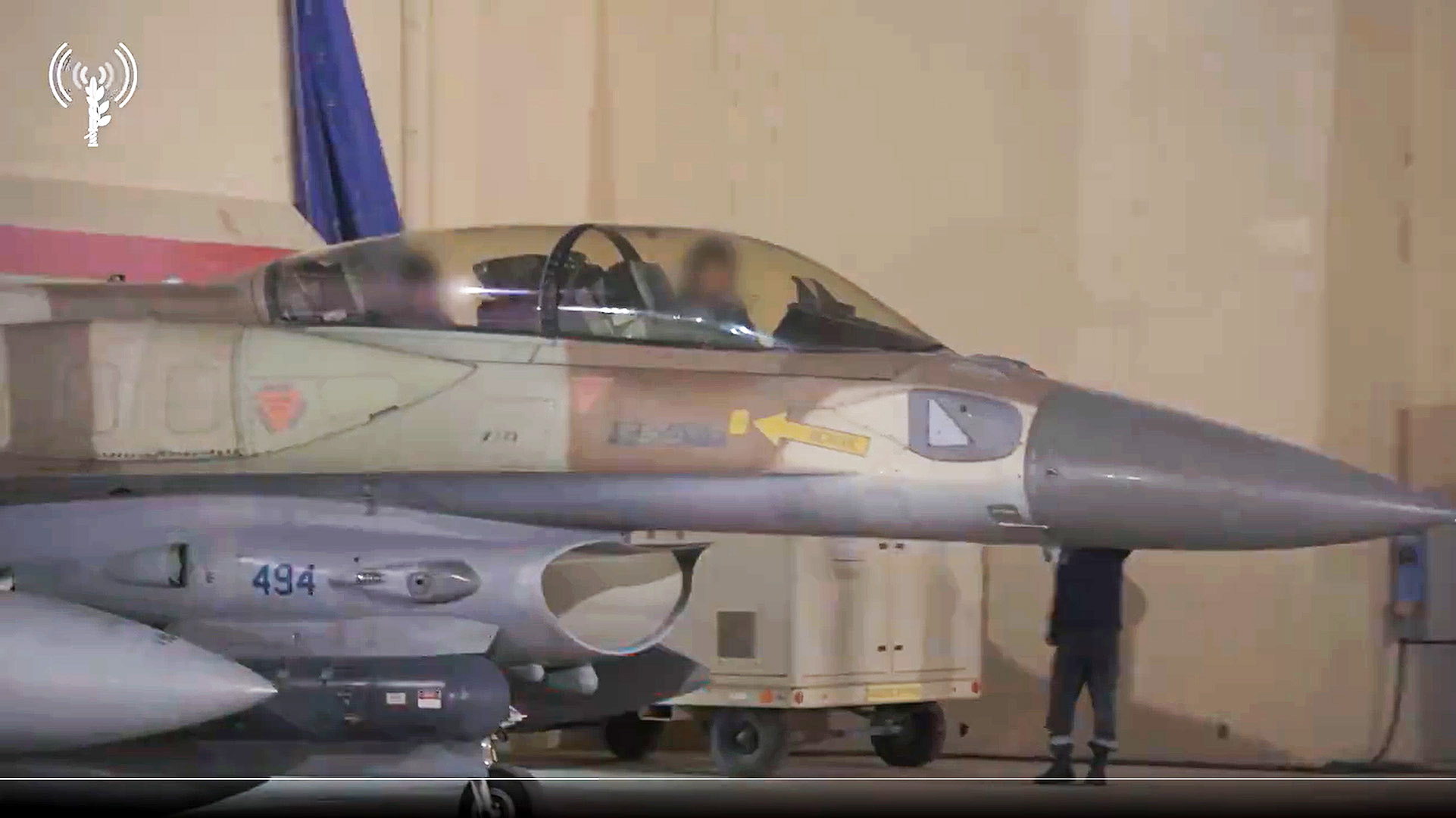
空襲前拉蒙空軍基地一架F-16I Sufa

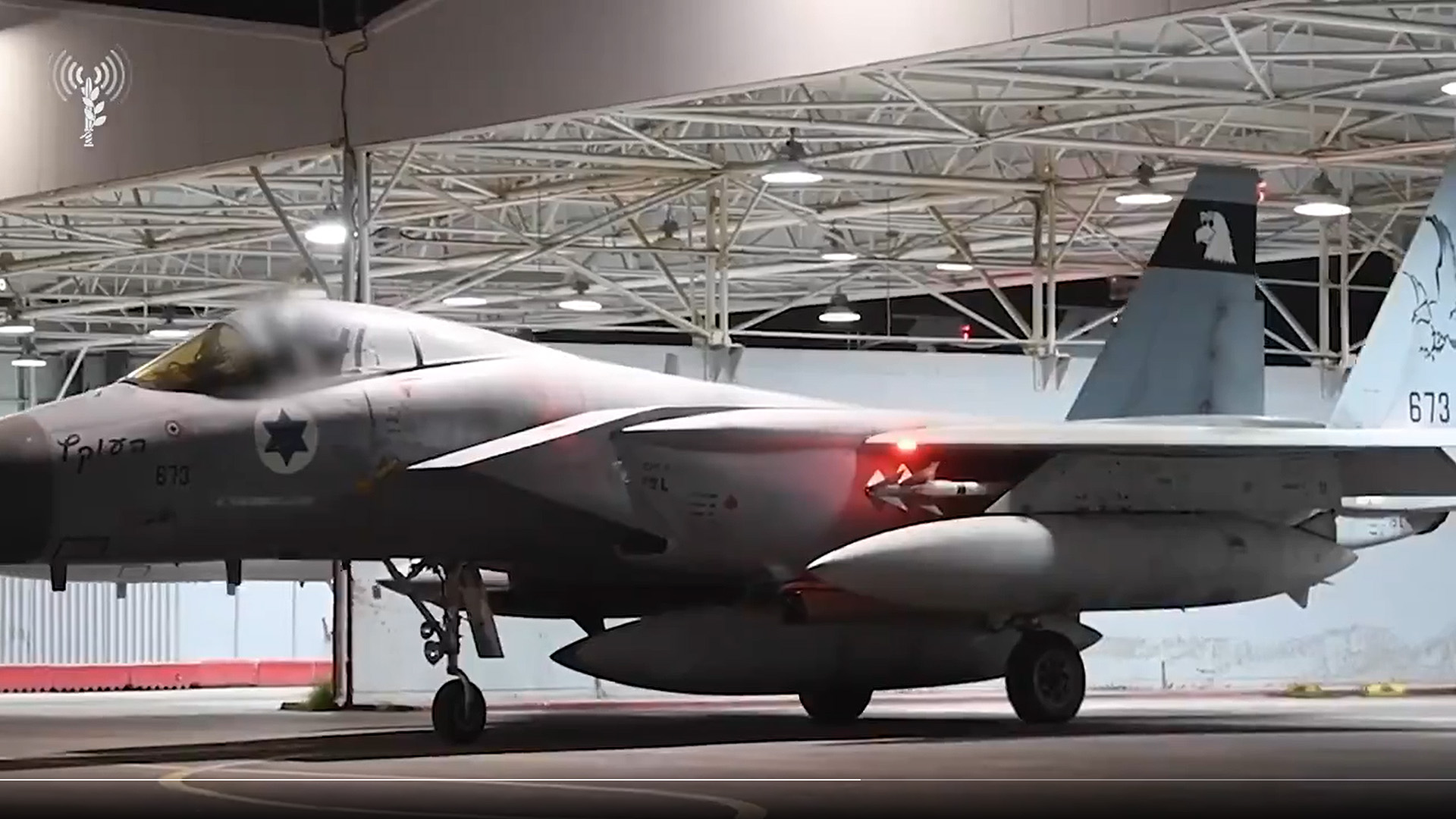
空襲發生前特拉諾夫空軍基地的一架F-15C鷹式戰鬥機

2024年10月26日凌晨，以色列國防軍針對伊朗軍事目標發動空襲。以軍表示，這次空襲是報復10月1日伊朗對以色列的攻擊以及其代理人「抵抗軸心」的武裝行動。以色列在行動前已向美國拜登政府通報即將進行的空襲。這次空襲一直持續到伊朗的黎明，成為以色列首次公開承認對伊朗的襲擊，也是自兩伊戰爭（1980年—1988年）以來伊朗首次遭受長時間的外敵襲擊。
據《耶路撒冷郵報》報導指，超過100架飛機，包括來自內瓦提姆空軍基地的F-35閃電II戰鬥機，飛行2,000（1,200英里）執行任務，其攜帶重型彈藥並在大量空中加油支持下，並載有以色列空軍救援部隊669部隊。一部分飛機穿越伊朗領空。為防止伊朗掌握情報，以色列事前摧毀敘利亞的雷達站。以軍在事後發佈影片，顯示來自特拉諾夫空軍基地的F-15D鷹式戰鬥機與拉蒙空軍基地的F-16I Sufa戰鬥機的戰備畫面。
當地時間凌晨1時48分，伊拉克埃爾比勒安卡瓦區警報持續響起，埃爾比勒機場的軍事基地擴音器不斷重複「掩體」一詞。伊朗國營電視台報導德黑蘭的爆炸聲。兩名阿拉伯官員指出，襲擊針對武器庫與軍事辦公室或兵營。德黑蘭以西的卡拉季、市郊的伊瑪目霍梅尼國際機場、馬什哈德、克爾曼沙赫與贊詹也有爆炸。敘利亞大馬士革附近也傳出爆炸聲。半島電視台影片顯示，伊朗防空系統在德黑蘭上空啟動。阿拉伯電視台則顯示德黑蘭南部沙姆薩巴德的軍用無人機工廠受損。伊朗隨後確認，伊拉姆省與胡齊斯坦省也遭襲。
《新消息報》指出，以色列目標包括德黑蘭的一家無人機工廠與秘密基地，俄製S-300防空導彈與彈道導彈設施亦在攻擊範圍內。據兩名伊朗官員透露，以色列的攻擊重點是德黑蘭省的關鍵防禦設施，包括首都防禦系統S-300。
伊朗官員報告顯示，多個伊斯蘭革命衛隊的導彈基地遭到摧毀，隨後無人機進一步攻擊德黑蘭郊區的帕爾欽空軍基地。該設施長期被以色列視為疑似核武相關活動地點，國際原子能機構於2016年在那裡發現相關證據。前聯合國核查員大衛·奧爾布萊特指出，衛星圖顯示帕爾欽的三座建築受損，其中兩座用於製造彈道導彈引擎固體燃料。
伊朗媒體報導，兩名伊斯蘭革命衛隊的士兵在此次空襲中陣亡。法斯通訊社發佈的圖片顯示，這些士兵屬於伊朗空中防禦部隊，這暗示地對空導彈系統可能成為攻擊的目標，這可能使伊朗在未來的攻擊中更加脆弱。
據美國官員稱，以色列空襲重創伊朗彈道導彈基礎設施，摧毀12台固體燃料導彈生產所需的行星式混合器，令伊朗至少需一年方可恢復。美以官員亦指出，伊朗防空網，包括大多數先進S-300系統被摧毀，為未來可能針對伊朗核設施或石油基礎設施的襲擊鋪路。

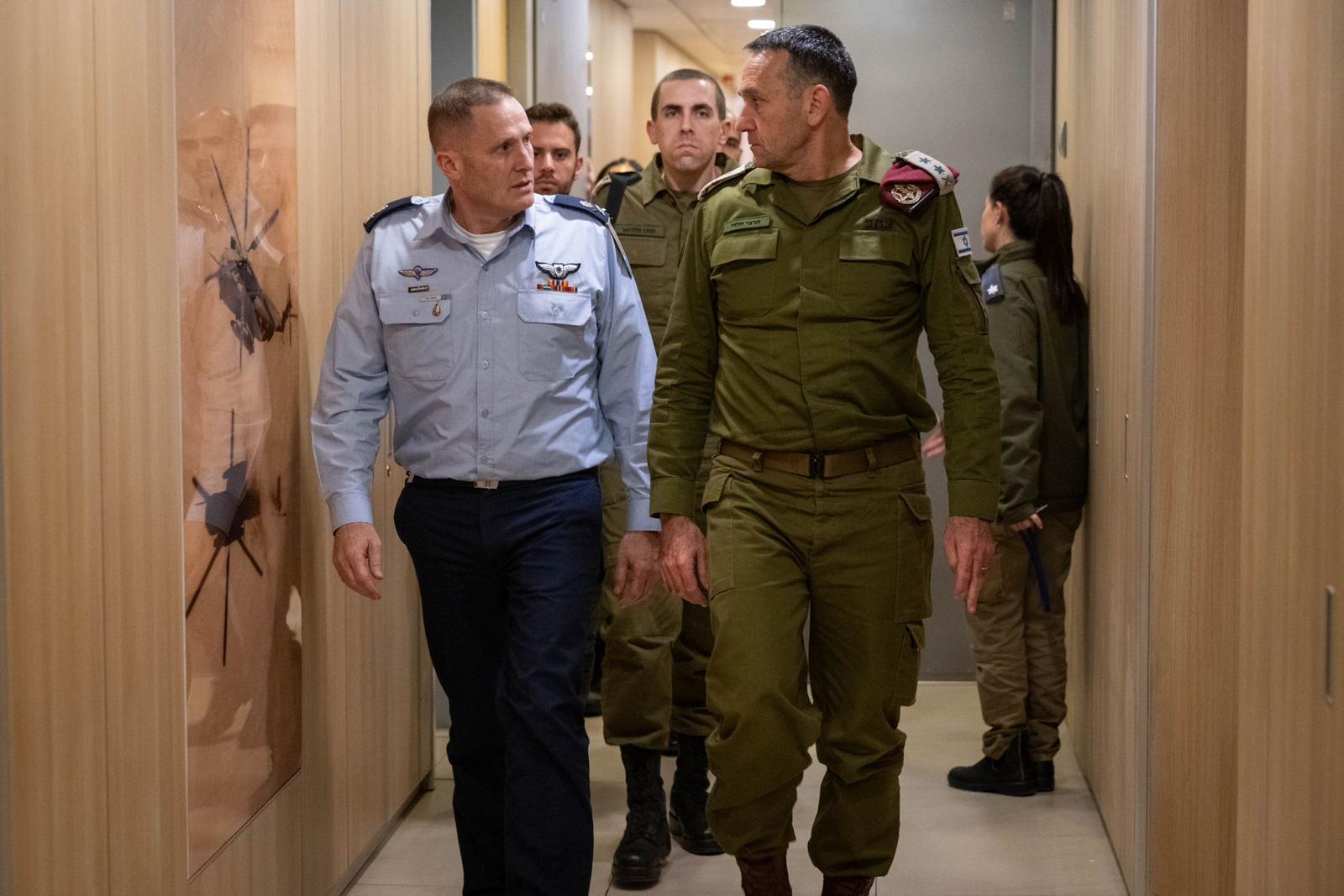
空襲期間，以色列空軍司令托梅爾·巴爾（左）和以色列國防軍總參謀長赫齊·哈萊維（右）
空襲擊後的一名女性F-16I導航員（武器系統官員）
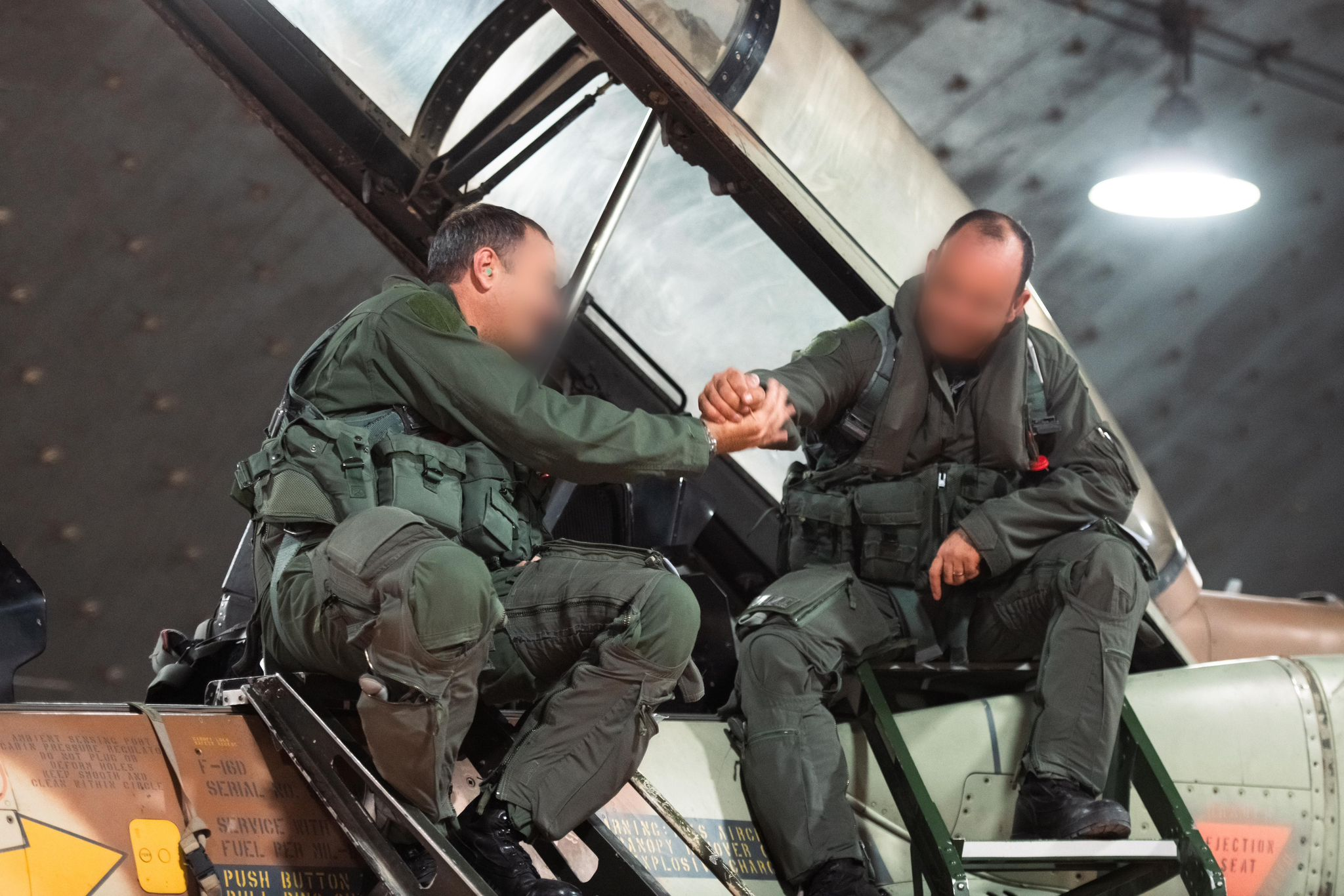
任務完成後，一名F-16I飛行員和他的導航員（武器系統官員）
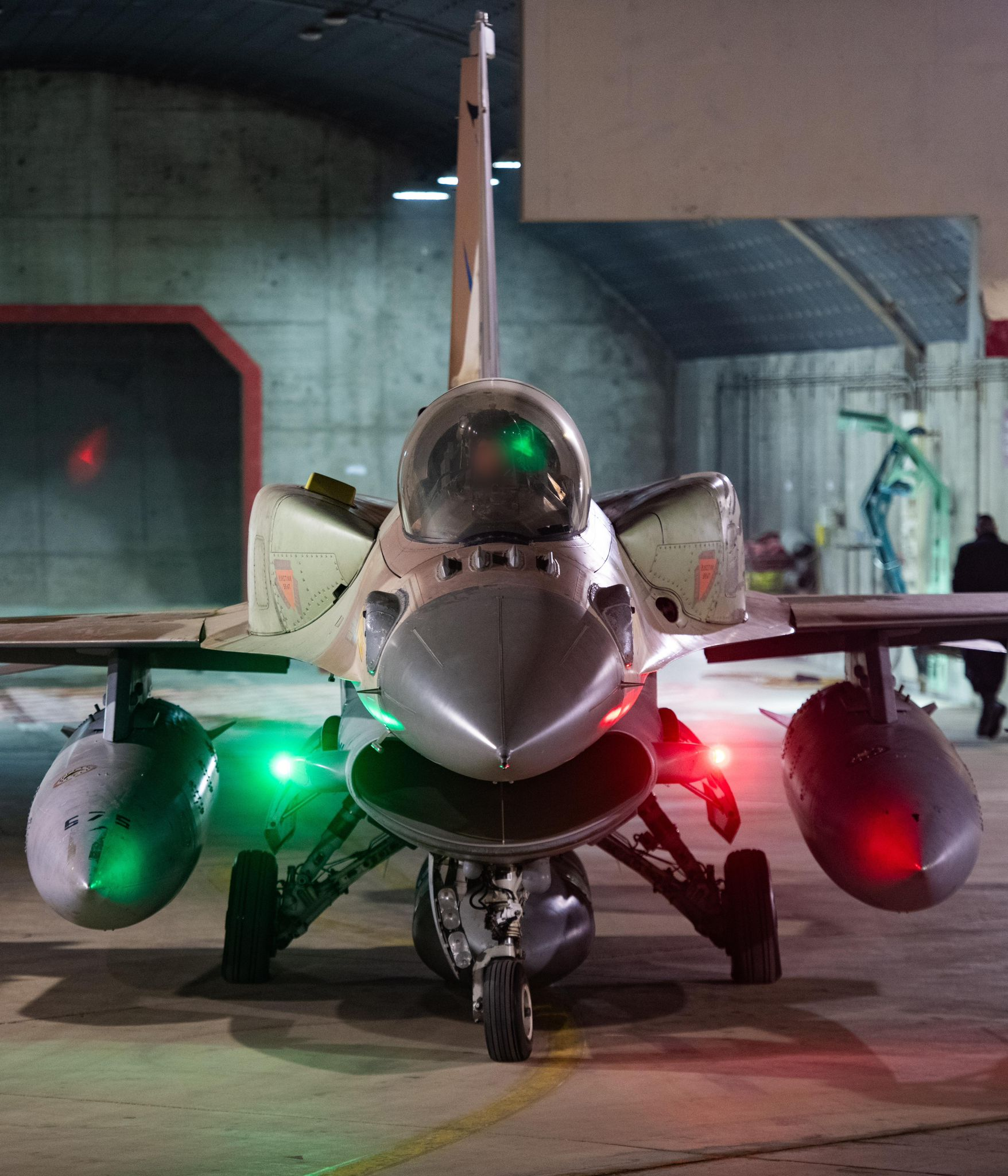
空襲後，拉蒙空軍基地的一架F-16I Sufa

## 反應

### 以色列
以軍於凌晨2點30分宣佈，其正在針對伊朗的軍事目標進行精準打擊，並將過去一年伊朗及其盟友在中東的襲擊行動列為此次行動的原因。據《紐約時報》報導，此次聲明標誌著以色列罕見地承認在伊朗境內展開軍事行動。以軍發言人丹尼爾·哈加里表示，以色列從「龐大的目標庫」中選擇此次行動目標，並稱如有需要，以色列可以繼續從中選擇更多目標進行攻擊。他補充道：「這是一個明確的信號——威脅以色列國的人將付出高昂代價。」在清晨5點左右，以色列官員確認行動已完成，共打擊20個目標。以軍於早上6點發佈聲明，證實此次空襲結束。
空襲翌日，在紀念2023年哈馬斯襲擊以色列遇難者的儀式上，總理內塔尼亞胡表示：「我們已重創（伊朗的） 防禦能力及其導彈生產能力。」他並指出「對伊朗的打擊精確且具威懾力，達到了預定目標。」
一名以色列國防軍官員向《Axios》表示，得益於這次空襲，以色列目前在對伊朗的行動上擁有更大自由度，部分原因在於以色列已重創伊朗的防空系統和彈道導彈基礎設施。

### 伊朗
伊朗國營媒體證實德黑蘭有爆炸聲傳出，並稱部分聲音來自防空系統。但國營電視台數小時內未提供更多詳情，只是簡要提及此次空襲。首都德黑蘭的記者報導市場和交通等日常生活場景，顯示出空襲後的平靜。與伊朗革命衛隊有關的塔斯尼姆通訊社將形容空襲「微弱」，BBC引用專家的說法，表示這種反應是伊朗在此類情境下的慣常表現。
一些伊朗民眾在接受《每日電訊報》訪問時對以色列與伊朗之間的不斷升級的暴力衝突表示憂慮。伊朗政府威脅，對向被認為「敵對」媒體提供以色列空襲證據的民眾處以最多10年的監禁。
外交部長阿巴斯·阿拉格齊表示，伊朗在保衛自身利益、領土完整和人民時「絕不會設限」。伊朗的聯合國代表團指責美國，稱以色列戰機是通過美方控制的伊拉克空域進行此次空襲，並指控美國在事件中與以色列共謀。
最高領袖阿里·哈梅內伊表示：「猶太復國主義政權兩夜前的邪惡行為不應被誇大或輕視。」襲擊後，他在X（原Twitter）上開設希伯來語帳號，並發文稱「猶太復國主義政權在判斷伊朗方面失誤。我們會讓它見識到伊朗民族的力量、能力、主動性和決心。」隨後該帳號被封鎖。

### 抵抗軸心
- 哈馬斯：該組織強烈譴責「猶太復國主義對伊朗伊斯蘭共和國的侵略行為，並攻擊多個省份的軍事設施」，並補充說這是「升高區域安全風險的行為」[79]。

### 國際

#### 非洲
- 阿尔及利亚：外交部譴責軍事襲擊，並表達對伊朗的支持[80]。
- 撒拉威阿拉伯民主共和國：外交部譴責襲擊，稱其違反國際合法性，並讚揚伊朗的防禦能力，能有效抵禦空襲[81]。
- 突尼西亞：政府發佈聲明，警告此次襲擊的潛在後果，並呼籲國際社會「緊急履行責任，結束這種魯莽行為」[82]。

#### 亞洲
- 马来西亚：外交部表示，襲擊是「明顯違反」國際法的行為，並呼籲「立即停止敵對行動」[83]。
- 巴基斯坦：外交部表示，這些空襲破壞地區和平與穩定的機會，並表示以色列「對地區衝突升級和擴散負有全部責任」[83]。

#### 歐洲
- 法國：外交部呼籲各方「避免任何可能加劇該地區緊張局勢的升級行為」[83]。
- 德国：總理奥拉夫·朔爾茨在X／Twitter上表示，他對伊朗的訊息是「大規模升級行動必須停止，這樣才能為中東和平創造條件」[83]。
- 俄羅斯：外交部發言人瑪麗亞·扎哈羅娃敦促各方「保持克制，停止暴力，避免事件演變成災難性情況」[83]。
- 英国：首相施紀賢在新聞發布會上表示：「以色列有權保衛自己免受伊朗的攻擊，但同時需要避免地區進一步升級。我們敦促各方保持克制，伊朗不應回應。我們將繼續與盟友合作，緩和該地區局勢[84]。」

#### 中東
- 巴林：外交部譴責空襲，呼籲立即停火，以保護平民並減少地區緊張局勢。
- 埃及：外交部表示譴責任何威脅中東安全與穩定的行為。
- 伊拉克：總理辦公室指責以色列持續其侵略政策，並在地區擴大衝突，不受追究地實施侵略行為[85]。總統府稱以色列的空襲明顯違反國際法和國家主權，重申伊拉克堅定反對任何形式的升級[86]。政府發言人巴西姆·阿拉瓦迪表示，「佔領的猶太復國主義實體持續侵略政策，並透過明目張膽的襲擊擴大地區衝突」[83]。埃及航空宣佈已暫停飛往巴格達和埃爾比勒的航班[87]。
- 约旦：外交部表示，國際社會「應肩負起責任」，立即採取措施停止以色列在加沙、西岸和黎巴嫩的「侵略」，以減少衝突升級[83]。
- 科威特：外交部譴責襲擊，稱其反映「以色列佔領軍透過侵犯他國主權而推行的混亂政策」[83]。
- 阿曼：外交部稱這次襲擊為「明顯侵犯伊朗主權」[83]。
- ：外交部稱襲擊「侵犯伊朗的主權，並明顯違反國際法」，並表示卡塔爾不希望見到地區暴力加劇[83]。
- 沙烏地阿拉伯：外交部稱襲擊侵犯伊朗主權，並敦促雙方保持克制[83]。
- 叙利亚：外交部表達對伊朗的聲援，稱伊朗有「正當權利保衛自己，捍衛領土和國民性命」[83]。
- 土耳其：外交部譴責襲擊，表示以色列可能將中東推向「更大規模的戰爭」[83]。
- 阿联酋：外交部譴責針對伊朗的襲擊，對地區升級及其對安全穩定的影響表示深切關切[85]。

#### 北美洲
- 美国：一位拜登政府高層官員指出，空襲是對伊朗早期襲擊的有節制且經過深思熟慮的回應，對平民安全構成的風險較低。國家安全會議發言人肖恩·薩維特表示，以色列的打擊「避開了人口密集地區，與伊朗針對以色列人口最密集城市的襲擊不同」。他補充說，美國敦促伊朗停止襲擊以色列，「以便在不進一步升級的情況下結束這一衝突循環」[49]。

## 評論
國防專家馬爾科姆·戴維斯在接受CNN採訪時表示，儘管以色列這次的攻擊「範圍有限且具針對性」，但對伊朗而言「無疑是相當難堪」。他指出，伊朗或許會猶豫是否要進行報復，因為此舉可能會導致以色列針對其核設施、石油設施，甚至是德黑蘭高層領導成員進行更猛烈的打擊。因此，他認為伊朗可能更為明智的策略是「承受這次打擊，並選擇退讓」。
伊朗裔作家阿拉什·阿齊茲報導指，許多伊朗人感到「多半鬆一口氣」，因為以色列的打擊避開石油精煉廠、電力和水設施等民生基礎建設，以及政治和軍事官員。
保衛民主基金會的高級研究員貝納姆·本·塔勒布盧表示，伊朗似乎在淡化以色列空襲帶來的影響。伊朗國家媒體並未報導任何損害，塔勒布盧認為這是為了控制公眾觀感，以保持政權在國內的形象。保衛民主基金會的另一位高級研究員喬納森·康里克斯提到，儘管還需依賴接下來幾天的衛星圖像才能做出全面評估，但德黑蘭的政權設施和敏感基礎設施如今可能完全暴露於以色列未來的襲擊之下。
康·考夫林在《每日電訊報》撰文稱，以色列對伊朗的襲擊「或最終成為伊斯蘭共和國的致命一擊」。他強調，儘管伊朗政權在軍事力量上投入鉅資，但其防空系統卻被輕易突破，顯示出這個政權「只是隻紙老虎」。他還指出，政權或許擔心普通伊朗人的反應，尤其考量到國內面臨的經濟困境，例如高達45%的通膨和25%的青年失業率。這引發民眾對政權大規模投資於恐怖主義基礎建設的「合理性」的質疑，而普通百姓卻在掙扎度日。
《經濟學人》指出，以色列的襲擊「顯示出伊朗的國家安全戰略失敗」，這一戰略是由現任最高領袖哈梅內伊推動數十年。他現在面臨著在戰略上尋找替代方案的關鍵時刻，同時也得面對由其意識形態驅動的外交政策在國內引發廣泛不滿，正如流行的抗議口號所表達的：「不是加沙，也不是黎巴嫩，我為伊朗而活」。文章指出，哈梅內伊的繼任者將面臨抉擇「是否繼續這場已使伊朗貧困數十年的可選性戰爭」，而這場戰爭現在更首次自1980年代以來遭遇敵國攻擊。
史蒂文·厄蘭格在《紐約時報》的文章中指出，伊朗面臨著艱難的選擇：若對以色列進行報復，可能導致局勢升級，而此時伊朗經濟處於困境、盟友動搖、軍事弱點暴露，且領導層繼任問題懸而未決；但若選擇不回擊，則可能被盟友視為軟弱——這些盟友自10月7日以來已受到以色列軍方的重創——同時也可能被國內強硬派視為退縮。